# 平岡拓晃
平岡拓晃（Hiroaki Hiraoka，1985年2月6日—）日本柔道运动员。他赢得了2012年夏季奧林匹克運動會男子60公斤級柔道比賽銀牌。